# Jim Leggett Place
Jim Leggett Place – obszar niemunicypalny w hrabstwie Mendocino, w Kalifornii (Stany Zjednoczone), na wysokości 453 m.